# Bakovská kotlina
Bakovská kotlina je geomorfologický podokrsek v jižní části Mnichovohradišťské kotliny na území okresu Mladá Boleslav.

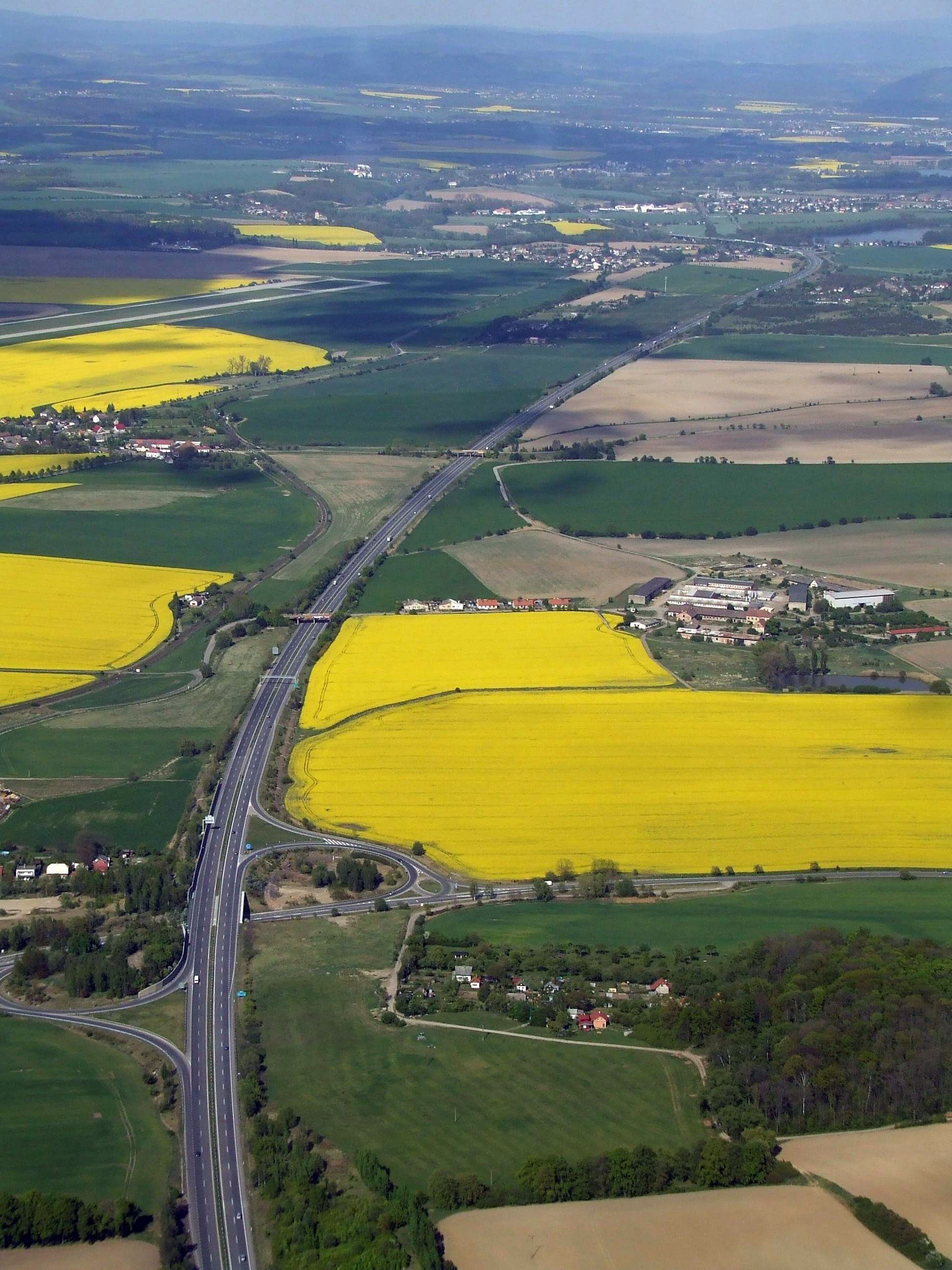
Dálnice D10 - Exit Mnichovo Hradiště, pohled směrem na Turnov

## Poloha
Území podokrsku se rozkládá zhruba mezi obcemi Kosmonosy na jihozápadě a Příšovice na severovýchodě. Uvnitř leží města Bakov nad Jizerou a Mnichovo Hradiště. Podokrsek na délku protíná dálnice D10 Praha – Turnov.

## Geomorfologické členění
Podokrsek Bakovská kotlina náleží do celku Jičínská pahorkatina, podcelku Turnovská pahorkatina a okrsku Mnichovohradišťská kotlina. Dále se člení na čtyři části (bráno ze severu na jih jsou to Svijanská, Hoškovická, Káčov a Ptýrovská). Kotlina sousedí na severovýchodě se sesterským podokrskem, Příšovickou kotlinou, s okrsky Turnovské pahorkatiny (na východě Vyskeřská vrchovina, na jihovýchodě Mladoboleslavská kotlina, na severu Českodubská pahorkatina) a na západě s celkem Jizerská tabule.

## Významné vrcholy
Nejvyšším vrcholem Bakovské kotliny je Káčov (351 m n. m.).
- Káčov (351 m), Káčov
- Jezírka (249 m), Ptýrovská část
- Kalvárka (241 m), Ptýrovská část